# Liste deutscher Adelsgeschlechter/P
| Name                                | Zeitraum                                               | Anmerkungen | Wappen                                                   |
| ----------------------------------- | ------------------------------------------------------ | --- | -------------------------------------------------------- |
| Paar                                | seit 16. Jh.                                           | österreichisches Adelsgeschlecht |                                                          |
| Pace von Friedensberg               | ?                                                      | altes, ursprünglich spanisches Adelsgeschlecht, das in Triest und Venetien wirkte und in den österreichischen Grafenstand aufstieg |                                                          |
| Pachaly                             | 1730–1841                                              | böhmisch-schlesisches Adelsgeschlecht |                                                          |
| Pachelbel von Gehag                 | seit 1395                                              | böhmisches Adelsgeschlecht |                                                          |
| Pacher von Theinburg                | bis 18. Jh.                                            | österreichisches Adelsgeschlecht in Südtirol und Moldautein |                                                          |
| Paczensky                           | seit 1316                                              | oberschlesisches Uradelsgeschlecht; 1692 Reichsgrafenstand |                                                          |
| Padberg                             | seit 1030                                              | westfälisches Uradelsgeschlecht |                                                          |
| Padevoort                           | 1375 bis 17. Jh.                                       | niederländisch-westfälisches Uradelsgeschlecht |                                                          |
| Paepcke                             | seit 1839                                              | mecklenburgisches Briefadelsgeschlecht |                                                          |
| Pahlen                              | seit 1290                                              | russische, litauische und schwedische Uradelsfamilie deutsch-baltischen Ursprungs; 1679 schwedischer Freiherrenstand; 1799 russischer Grafenstand; 1877 russische Anerkennung der Führung des Titels Baron |                                                          |
| Palaus                              | 1497–1885                                              | erloschenes tirolisches Briefadelsgeschlecht; 1497 erblicher Reichsritterstand; 1753 erbländisch-österreichischer Freiherrenstand |                                                          |
| Paler                               | 1581–1679                                              | Augsburger Patrizier- und Adelsgeschlecht |                                                          |
| Pálffy                              | ?                                                      | ungarischer Uradel; 1599 Reichsgrafenstand; 1581 ungarische Baronie; 1634 ungarischer Grafenstand; 1807 österreichischer Fürstenstand |                                                          |
| Pallandt                            | seit 1316                                              | rheinisches Adelsgeschlecht |                                                          |
| Palm                                | seit 1687                                              | schwäbisches Adelsgeschlecht |                                                          |
| Panicher                            | seit 1165                                              | altes, salzburgisches Adelsgeschlecht |                                                          |
| Pannwitz                            | seit 1276                                              | Uradelsgeschlecht aus der Ober- und Niederlausitz |                                                          |
| Papafava                            | ?                                                      | italienisches Adelsgeschlecht; 1652 venezianischer Adelstand; 1745 Grafentitel; 1823 Diplom des österreichischen Grafenstandes |                                                          |
| Papen, inkl. Papen-Wilbring         | seit 1298                                              | westfälisches Adelsgeschlecht; führt den Adelstitel erst seit Mitte des 17. Jahrhunderts |                                                          |
| Pappenheim                          | seit 1111                                              | fränkisch-schwäbisches Uradelsgeschlecht; 1628 Reichsgrafenstand |                                                          |
| Pappus von Tratzberg                | ?                                                      | schwäbisches Adelsgeschlecht; 1718 Freiherrenstand |                                                          |
| Papstein                            | 1393–1894                                              | neumärkisches, später auch pommersches und preußisches Adelsgeschlecht |                                                          |
| Parkentin                           | 1261–1769                                              | lauenburgisches Uradelsgeschlecht, 1301–1746 in Mecklenburg begütert, 1750 dänischer Grafenstand |                                                          |
| Parsberg                            | 1224–1730                                              | erloschenes bayerisches Adelsgeschlecht; dänischer (Pasbjerg) und belgischer (de Partz de Courtray) Zweig fortbestehend |                                                          |
| Parsenow                            | ca. 1320–1491                                          | ursprünglich mecklenburgisches, später in Pommern ansässiges, erloschenes Adelsgeschlecht |                                                          |
| Parteneck                           | ab 12. Jh.                                             | bayerisches Adelsgeschlecht |                                                          |
| Paschwitz                           | 1715                                                   | bayerisches Briefadelsgeschlecht; Nobilitierung 1715 |                                                          |
| Paselich                            | 1282–1627 (Rügen) bzw. 1637 (Dänemark)                 | altes rügensches, später auch dänisches Adelsgeschlecht |                                                          |
| Pasqualini                          | bis 1761                                               | erloschenes italienisch-stämmiges rheinländisches Adelsgeschlecht |                                                          |
| Passavant                           | ?                                                      | Familie von hugenottischen Flüchtlingen, die sich im 16. Jh. unter anderem in Basel, Genf und im 17. Jh. in Frankfurt am Main niederließen; Adelstitel im 16. Jh. niedergelegt |                                                          |
| Passow                              | 1285 bis ?                                             | altes mecklenburgisches Adelsgeschlecht |                                                          |
| Patkul                              | seit 1385                                              | deutsch-baltisches (livländisches) Adelsgeschlecht; 1716 schwedischer Freiherrenstand; |                                                          |
| Paulsdorf                           | seit 1019                                              | altes, bayrisches Adelsgeschlecht |                                                          |
| Paumgarten                          | ?                                                      | altbayerisches Adelsgeschlecht |                                                          |
| Paumgartner                         | 1255 bis 1726                                          | eine der ältesten Patrizierfamilien der Freien Reichsstadt Nürnberg |                                                          |
| Paur                                | seit 1744                                              | aus Bayern stammendes Beamtengeschlecht, in den Reichsadelsstand erhoben 22. September 1744, 1918 im Mannesstamm erloschen |                                                          |
| Pausinger                           | ?                                                      | österreichisches und bayerisches Adelsgeschlecht |                                                          |
| Pawel von Rammingen                 | seit 1575                                              | ursprüngliches Braunschweiger Ratsgeschlecht; 1575 Reichsadelsstand |                                                          |
| Payr zum Thurn                      | ?                                                      | altes, aus dem Oberinntal stammendes Tiroler Adelsgeschlecht; 1544 Wappenbrief; 1631 erbländisch österreichischer Adelsstand und rittermäßiger Reichsadelsstand |                                                          |
| Peccatel                            | 1218–1775                                              | mecklenburgisches Geschlecht |                                                          |
| Pechlin                             | seit 1740                                              | holsteinisches Adelsgeschlecht |                                                          |
| Pechmann                            | seit 1687                                              | Briefadelsgeschlecht; 1687 Reichsritterstand; 1698 ungarisches Baronat; 1700 Bestätigung des Reichsfreiherrenstands |                                                          |
| Peilstein                           | 1030–1218                                              | altes Grafengeschlecht (Nebenlinie der Sieghardinger) |                                                          |
| Peintner / Peithner von Lichtenfels | seit 1609                                              | altes Tiroler seit 1609 wappenführendes Geschlecht, verschiedene Zweige wurden 1698, 1707 und 1742 in den Ritterstand erhoben |                                                          |
| Pejacsevich                         | seit 1360                                              | altes, bulgarisches (kroatisches?) Adelsgeschlecht; 1668 ungarische Baronatsbestätigung; 1772 ungarischer Grafenstand |                                                          |
| Pel(c)hrzim und Trzenkowitz         | seit 1223                                              | schlesisches Uradelsgeschlecht |                                                          |
| Pelckhofen                          | 14. Jh.                                                | bayerisches Adelsgeschlecht, 1688 bayerischer Freiherrenstand, 1813 immatrikulation bei der bayerischen Ritterschaft |                                                          |
| Pelden                              | ab 1310                                                | rheinländisches Uradelsgeschlecht; 1827/1828/1913 preußischer Freiherrenstand |                                                          |
| Peller von Schoppershof             | 1585–1870                                              | Nürnberger Patrizier- und Adelsgeschlecht |                                                          |
| Peltz von Boppard                   | seit 1305                                              | mittelrheinisches Adelsgeschlecht |                                                          |
| Peltzer                             | seit um 1400                                           | Aachener Schöffengeschlecht; rittermäßiger Reichsadel als von Pelser-Berensberg 1766; Aufnahme in den niederländ. Adel 1822; preuß. Adelsanerkennung 1829; reuß. ä.L. bzw. preuß. Adel als von Peltzer 1893 bzw. 1897 |                                                          |
| Pente                               | bis 15. Jh.                                            | erloschenes niedersächsisches Adelsgeschlecht |                                                          |
| Pentling                            | bis Anfang 16. Jh.                                     | erloschenes westfälisches Adelsgeschlecht |                                                          |
| Pentz                               | seit 1321                                              | mecklenburgischer Uradel; Linie Neudorf: 1636 Reichsgrafenstand; Linie Redefin: 1776 königlich sächsischer Freiherrenstand; |                                                          |
| Penzig/Pentzig                      | 1241 bis Ende 18. Jahrhundert                          | Oberlausitzer Uradelsgeschlecht – 1801 Reichsfreiherrenstand für den Gemahl der letzten Erbtochter Christiane Sophie von Penzig, Johann Friedrich von Prenzel, mit dem Prädikat von Penzig |                                                          |
| Perbandt                            | seit 1200                                              | altpreußisches Uradelsgeschlecht |                                                          |
| Perfall                             | seit 1355                                              | altes, bayerisches Adelsgeschlecht |                                                          |
| Perg und Machland                   | 1025 bis 12. Jahrhundert                               | erloschene, ursprünglich edelfreie Familie. |                                                          |
| Pergler von Perglas                 | seit 1308                                              | meißnisches bzw. böhmisches Adelsgeschlecht |                                                          |
| Pernstein                           | 1285–1631                                              | böhmisches und mährisches Adelsgeschlecht |                                                          |
| Perponcher-Sedlnitzky               | ?                                                      | ursprünglich niederländisches Hugenottengeschlecht |                                                          |
| Perschkau                           | 1444–1620                                              | preußisches, erloschenes Adelsgeschlecht |                                                          |
| Pessna                              | 1190–1355                                              | sächsisches Adelsgeschlecht |                                                          |
| Pestel                              | 1764 bis 19. Jh.                                       | erloschenes bayerisches Briefadelsgeschlecht; 1764 Reichsadelsstand |                                                          |
| Pestel                              | ab 1768                                                | westfälisches Briefadelsgeschlecht; 1768 und 1792 Reichsadelsstand; 1787 preußischer Adelsstand |                                                          |
| Petersdorff (Mark Brandenburg)      | seit 1304                                              | brandenburgisches Adelsgeschlecht |                                                          |
| Petersdorff (Pommern)               | seit 1298                                              | pommersches Adelsgeschlecht |                                                          |
| Peterswald                          | 1322–1752                                              | erloschenes schlesisches Uradelsgeschlecht |                                                          |
| Pettau                              | 1132–1438                                              | mittelalterliches Salzburger Ministerialengeschlecht |                                                          |
| Petz von Lichtenhof                 | seit 1450                                              | Adelsgeschlecht der Freien Reichsstadt Nürnberg; Nobilitierung 1813 |                                                          |
| Petzinger                           | seit 1510                                              | oberfränkisches Adelsgeschlecht |                                                          |
| Peutinger                           | 1288–1718                                              | Augsburger Patrizier- und Stadtadelsgeschlecht |                                                          |
| Pfäffinger                          | seit 14. Jh.                                           | bayerisches Adelsgeschlecht |                                                          |
| Pfannberg                           | seit 1237                                              | steirisches hochfreies Adelsgeschlecht des Mittelalters |                                                          |
| Pfau von Rietburg                   | seit ca. 1100                                          | oberrheinisch-schwäbisches Dienstmannengeschlecht |                                                          |
| Pfeffenhausen                       | 1165 bis 14. Jh.                                       | erloschenes bayerisches Adelsgeschlecht |                                                          |
| Pfeffer von Salomon                 | seit 1862                                              | rheinländisches, brandenburgisches und preußisches Adelsgeschlecht |                                                          |
| Pfeil                               | seit 1108                                              | schlesischer Uradel, 1736 Reichsadels- und Wappenbestätigung, 1767 Reichsfreiherrenstand mit Wohlgeboren († 1835), 1786 preußischer Grafenstand, 1889 preußische Namens- und Wappenvereinigung mit dem der Grafen von Burghauß als Graf von Pfeil-Burghauß, 1981 Eintrag in die Tiroler Adelsmatrikel; 1822 preußischer Adelstand für eine weitere Wappenverwandte Familie v. Pfeil |                                                          |
| Pfeilitzer genannt Franck           | ab 1400                                                | deutsch-baltisches Adelsgeschlecht; 1862 Freiherrenstand; vermutlich erloschen |                                                          |
| Pfersfeld                           | ?                                                      | fränkisches Adelsgeschlecht |                                                          |
| Pfetten                             | 1146                                                   | altbayerischer Uradel, 1668 Reichsfreiherrenstand als Edler Frei- und Panierherr von Pfettner, 1814 Eintragung bei der Freiherrenklasse der Adelsmatrikel im Königreich Bayern, 1826 Namens- und Wappenvereinigung mit denen der erloschenen Freiherren von Füll als Freiherren von Pfetten-Füll |                                                          |
| Pfinzing von Henfenfeld             | 1233–1764                                              | eine der ältesten Patrizierfamilien der Freien Reichsstadt Nürnberg |                                                          |
| Pfirt (Ministeriale)                | 1135–1848                                              | vorderösterreichisches Ministerialadelsgeschlecht des gleichnamigen Grafengeschlechts |                                                          |
| Pfirt (Grafen)                      | 1042–1324                                              | Herrschergeschlecht auf der Burg Pfirt. Den Grafen von Pfirt unterstand das südliche Oberelsass. |                                                          |
| Pfister                             | bis Anfang 17. Jh.                                     | erloschenes Augsburger Patrizier- und Adelsgeschlecht |                                                          |
| Pflachern                           | seit 1532                                              | altbayerisch-österreichisches Adelsgeschlecht |                                                          |
| Pflugk                              | seit 1267                                              | Uradelsgeschlecht mit Ursprung in Böhmen; 1705 Reichsgrafenstand für den meißnischen Stamm des Geschlechts |                                                          |
| Pforr                               | seit 1261                                              | Patriziergeschlecht in Breisach am Rhein |                                                          |
| Pförtner                            | ab 13. Jh.                                             | schlesisches Adelsgeschlecht; 1438 kaiserlicher Adels- und Wappenbrief; 1563 Wappenbesserung und Adelsbestätigung; 1722 böhmischer Adelsstand; 1723 Reichsritterstand |                                                          |
| Pfreundt                            | ab 1708                                                | aus Thüringen stammendes Briefadelsgeschlecht; 1708 rittermäßiger Adelsstand für das Reich und die Erblande |                                                          |
| Pfuel                               | seit 926                                               | Uradelsgeschlecht aus dem Barnim; Schwedische Linie: Schwedische Adelsnaturalisation 1686; Westfälische Linie: 1813 königlich westfälisches Baronat; Württembergische Linie: württembergischer Freiherrenstand 1828 |                                                          |
| Pfullendorf                         | 1067 bis 12. Jh.                                       | erloschenes, baden-württembergisches Grafengeschlecht | –                                                        |
| Pfyffer von Altishofen              | seit 1559                                              | geadeltes Patriziergeschlecht der ehemals freien eidgenössischen Stadt und Republik Luzern |                                                          |
| Piatti                              | ?                                                      | altes italienisches Adelsgeschlecht, das zuerst in die Dienste der sächsischen Herrscher trat und sodann in Österreich zu Ansehen gelangte |                                                          |
| Pieck                               | bis 18. Jh.?                                           | erloschenes geldrisches Adelsgeschlecht |                                                          |
| Pieck                               | bis 16. Jh.                                            | erloschenes münsterländisches Adelsgeschlecht |                                                          |
| Pienzenau                           | seit 1046                                              | oberbayerischer Uradel; 1635 bayerischer Freiherrenstand; |                                                          |
| Pieverling                          | seit 1204                                              | altmärkisch-bayerisches Adelsgeschlecht |                                                          |
| Pilar von Pilchau                   | ?                                                      | deutsch-baltisches Adelsgeschlecht |                                                          |
| Pilati                              | seit 16. Jahrhundert                                   | ursprünglich aus Tirol stammendes Geschlecht; 1571 fürstbischöfl. Trient, 1602 Reichsadel; 1710 erbländisch-österreichische Freiherrenwürde mit Prädikat „von Thassul“, in der Folge Erwerb der schlesischen Herrschaft Schlegel; 1795 Grafenwürde mit erweitertem Prädikat „von Thassul zu Daxberg“. |                                                          |
| Pilgram                             | –                                                      | mehrere, teilweise verwandte Adelsgeschlechter: a) Kölner Patriziergeschlecht, b) Nürnberger Patriziergeschlecht, c) niederlausitzer Adelsgeschlecht, d) böhmisches Adelsgeschlecht, e) bayerisches Adelsgeschlecht | Pilgram Köln Pilgram Nürnberg Pilgram Bayern             |
| Pilgram (Österreich)                | seit 1787                                              | österreichisches Adelsgeschlecht; |                                                          |
| Pilgrimiden                         | 923 bis ?                                              | im Raum Freising beheimatete mittelalterliche Adelsfamilie, die auch die Vögte des Freisinger Hochstiftes stellte | –                                                        |
| Pillersdorf                         | seit 1616                                              | mährisch-österreichisches Adelsgeschlecht; 1616 Wappenbrief; 1719 erbländisch-österreichischer Adelsstand; 1733 böhmisches Inkolat und Versetzung in den erbländisch-österreichischen Ritterstand; 1792 Freiherrenstand |                                                          |
| Pilsak von Wellenau                 | seit 1825                                              | österreichisches Adelsgeschlecht; 1825 österreichischer Adelsstand |                                                          |
| Pincier                             | ?                                                      | ursprünglich aus Hessen stammende Gelehrtenfamilie und davon abstammendes schleswig-holsteinisches Adelsgeschlecht |                                                          |
| Pinninck                            | bis 1755/1823                                          | erloschenes niederländisch-emsländisches Adelsgeschlecht |                                                          |
| Pirch                               | seit 1335                                              | Pommersches Uradelsgeschlecht aus Hinterpommern |                                                          |
| Pistohlkors                         | 1645                                                   | 1645 schwedische Nobilitierung; 1647 schwedische -; 1742 livländischen -; 1746 estländischen -; 1818 finnländische Ritterschaft |                                                          |
| Pistoris                            | 1410                                                   | alte und in Einzellinien geadelte sächsische Gelehrtenfamilie; 1555 Reichsadelsstand |                                                          |
| Pladise                             | 14. Jh. bis ca. 1700                                   | erloschenes niedersächsisch-westfälisches Adelsgeschlecht |                                                          |
| Plain                               | seit 12. Jh.                                           | Salzburger Adelsgeschlecht |                                                          |
| von der Planitz                     | seit 1192                                              | vogtländischer Uradel; |                                                          |
| Plankenfels                         | 1217–1538                                              | erloschenes fränkisches Rittergeschlecht |                                                          |
| Plankner von Königsberg             | 14.–16. Jh.                                            | erloschenes böhmisches, später auch in Mähren und Schlesien ansässiges Rittergeschlecht; 1570 böhmischer Herrenstand |                                                          |
| Planta                              | seit 1139                                              | Schweizer Adelsgeschlecht |                                                          |
| Plassenberg                         | 1149 bis ?                                             | erloschenes fränkisches Adelsgeschlecht |                                                          |
| Platen (Mark)                       | seit 1351                                              | altes, märkisches Adelsgeschlecht |                                                          |
| Platen (Pommern)                    | seit 1252                                              | altes, pommersches Adelsgeschlecht von Rügen; Linie Dornhof: 1797 schwedischer Freiherrenstand, 1815 schwedischer Grafenstand; Linie Drigge: 1815 schwedischer Freiherrenstand |                                                          |
| Plater                              | seit 1274                                              | Grafengeschlecht in Polen, Litauen und Russland, stammte aus Westfalen, erlosch in Deutschland 1659, besteht aber in Polen und Russland in mehreren Linien weiter. |                                                          |
| Plato                               | seit 1264                                              | hannoverischen Geschlecht, das dem Lüneburger Uradel des Wendlandes entstammt |                                                          |
| Platow                              | 1) ?; 2) 15. Jahrhundert                               | 1)ein altes, hannoversches und 2) ein altes märkisches Adelsgeschlecht |                                                          |
| Plauen                              | 12.–16. Jahrhundert                                    | mittelalterliches Adelsgeschlecht |                                                          |
| Pleschner von Eichstett             | seit 1796                                              | österreichisches Adelsgeschlecht; 1857 österreichischer Adelsstand |                                                          |
| Plessen (Plesse)                    | seit 1097                                              | edelfreies, mecklenburg-holsteinisches Adelsgeschlecht, das sich bis in das 17./18. Jahrhundert von Plesse nannte; Standeserhöhungen diverser Linien: Reichsgrafenstand 1741; Kgl. Württembg. Bewilligung des Freiherren-Prädikates 30. Dezember 1828; dänischer Lehnsgrafenstand 1829; 1888 erblicher, preußischer Grafenstand; erblicher dänischer Grafenstand mit lehnsgräflichem Rang 1895; erblicher preußischer Grafenstand 1897 | Edelherren von und zu Plesse Mecklenburger von Plesse(n) |
| Plettenberg                         | seit 1187                                              | westfälisches Uradelsgeschlecht der Grafschaft Mark; Stamm Lenhausen-Stockum: 1661 Reichsfreiherrenstand, 1724 Reichsgrafenstand; Stamm Schwarzenberg: 1698 Reichsfreiherrenstand, 1913 preußischer Grafenstand. |                                                          |
| Plettenberg zu Borg                 | bis 1712                                               | erloschenes westfälisches Adelsgeschlecht |                                                          |
| Plick von Plickenstein              | bis Ende 16. Jh.                                       | erloschenes böhmisches Adelsgeschlecht; 1572 Adelsstand |                                                          |
| Plieningen                          | vor 1264 bis 1645                                      | edelfreie bzw. niederadlige Familie des Mittelalters und der frühen Neuzeit |                                                          |
| Ploennies                           | seit 1532                                              | ursprünglich aus Westfalen stammendes Lübecker Patrizier- und Reichsadelsgeschlecht |                                                          |
| Ploetz (Bayern)                     | 1790                                                   | Bayerischer Briefadel seit 1790 |                                                          |
| Ploetz (Neumark)                    | seit 1308                                              | altes, neumärkisches Adelsgeschlecht |                                                          |
| Ploetz (Pommern)                    | seit 1271                                              | altes, pommersches Adelsgeschlecht |                                                          |
| Plotho                              | 1135                                                   | hochfreies Uradelsgeschlecht aus dem Erzbistum Magdeburg; 1643 Reichsfreiherrenstandsbestätigung |                                                          |
| Plottnitz-Stockhammer               | seit 1937                                              | bayerisches und preußisches Adelsgeschlecht, das im Mannesstamm auf das Haus Wittelsbach zurückgeht und von 1927 bis 1937 den Namen „Prinz von Preußen“ führte |                                                          |
| Plüskow                             | seit 1230                                              | mecklenburgisches Uradelsgeschlecht |                                                          |
| Podbielski                          | vor 1539                                               | polnisches, später preußisches Adelsgeschlecht |                                                          |
| Podewils                            | seit 1347                                              | hinterpommersches Adelsgeschlecht aus dem Landkreis Belgard (Persante); Bayerische Linie: 1715 Freiherrenstand, 1911 Grafenstand; pommersche Linie: 1741 preußischer Grafenstand; württembergische Linie: 1854 Württembergischer Freiherrenstand |                                                          |
| Podiebrad                           | 1363–1647                                              | altes Adelsgeschlecht im Königreich Böhmen |                                                          |
| Pogrell                             | seit 1180                                              | uradliges, schlesisches Herrengeschlecht; 1744 Reichsgrafenstand |                                                          |
| Pogwisch                            | 1283–1845                                              | schleswig-holsteinisches Adelsgeschlecht |                                                          |
| Pohland                             | 1845–1874                                              | erloschenes thüringisches Briefadelsgeschlecht; 1845 Freiherrenstand |                                                          |
| Pohlmann                            | ?                                                      | westfälisch-stämmiges schwedisch-russisches Adelsgeschlecht; um 1735 Reichsfreiherrenstand |                                                          |
| Poigen                              | 12. und 13. Jh.                                        | bairisches Adelsgeschlecht | –                                                        |
| Pokorny                             | ?                                                      | mehrere im 19. Jahrhundert österreichisch nobilitierte Geschlechter aus dem Raum des Königreichs Böhmen, welche neben den Prädikatsnamen von Fürstenschild, von Kornberg und von Wienfried an den hierarchischen Adelstiteln Freiherr, Ritter und Edler zu unterscheiden waren |                                                          |
| Polenz                              | seit 1180                                              | altes, meißnerisches Adelsgeschlecht |                                                          |
| Polheim                             | 1143–1909                                              | eines der ältesten österreichischen Adelsgeschlechter |                                                          |
| Polier                              | seit 1214                                              | ursprünglich französisches Adelsgeschlecht, das über die Schweiz nach Deutschland und Österreich gelangte; 1828 österreichischer Grafenstand |                                                          |
| Poll                                | seit 1325                                              | baltisches Uradelsgeschlecht |                                                          |
| Pölnitz                             | seit 1238                                              | vogtländischer Uradel; 1670 Reichsfreiherrenstand; |                                                          |
| Pomeiske                            | 14. Jahrhundert (1331?) bis 19. Jahrhundert (vor 1840) | pommersches Uradelsgeschlecht aus Hinterpommern |                                                          |
| Pömer von Diepoltsdorf              | 1286–1814                                              | erloschene Patrizierfamilie der Freien Reichsstadt Nürnberg |                                                          |
| Pommer Esche                        | seit 1515                                              | aus Vorpommern stammendes Briefadelsgeschlecht; 1813 schwedischer Adelsstand |                                                          |
| Pongau                              | 12. Jh.                                                | Salzburger Adelsgeschlecht | –                                                        |
| Ponickau                            | seit 1308                                              | oberlausitzes Uradelsgeschlecht; 1745 Reichsgrafenstand; 1815 bayerische Anerkennung des Freiherrenstandes |                                                          |
| Poniński                            | seit 1387                                              | polnisches Adelsgeschlecht; 1773 polnischer Fürstenstand; österreichische Fürstenstandsbestätigung 1818 und 1837, galizische Fürstenstandsbestätigung 1821 und 1841, 1822 Immatrikulation bei den galizischen Ständen, 1774 Grafendiplom, 1782 preußische Anerkennung des Grafenstandes und schlesisches Inkolat, 1842 preußischer Grafenstand, 1862 österreichische Anerkennung des Grafenstandes, 1880 italienische Anerkennung des Grafenstandes; 1841 Immatrikulation bei der Grafenklasse im Königreich Bayern, 1905 österreichische Verleihung des Prädikats „Durchlaucht“, 1908 „comes romanus“ |                                                          |
| De Ponte (von der Brücke)           | ?                                                      | Adelsgeschlecht aus Trier; ursprünglich aus Merzig/Saar |                                                          |
| Poppenburg                          | 1068/69–1275                                           | sächsisches Grafengeschlecht mit schwäbischen Wurzeln |                                                          |
| Pöppinghausen                       | seit 1306                                              | westfälisch-rheinländisches Adelsgeschlecht |                                                          |
| Popponen                            | frühes 9. Jh. bis 11. Jh.                              | Adelsgeschlecht aus dem Grabfeldgau | –                                                        |
| Porcia                              | ?                                                      | hochadeliges Geschlecht, das ursprünglich aus Friaul stammt; 1662 Reichsfürstenstand |                                                          |
| von der Porten                      | 1248 bis Ende 17./Anfang 18. Jh.                       | erloschenes niederrheinisches Uradelsgeschlecht |                                                          |
| Portner                             | ?                                                      | verschiedene bayerische Patrizier- und Adelsgeschlechter: Portner von Regensburg, Portner von Leidersdorf, Portner auf Wolfsbach, Portner auf Theuern, Portner auf Heringnohe, Portner zu Haselmühl, Portner auf der Burghut Rieden | Portner zu Theuern                                       |
| Portner von Augsburg                | 14. bis 15. Jh.                                        | Patriziergeschlecht aus Augsburg |                                                          |
| Posadowsky                          | seit 1317                                              | schlesisches Uradelsgeschlecht |                                                          |
| Poschinger                          | seit 1140                                              | Briefadelsgeschlecht, 1643 adeliger Landsassenstand; Reichsritterstand mit Namensmehrung Edler von Poschinger 1790; bayerischer Freiherrenstand für die Frauenauer Linie am 24. Juli 1901 |                                                          |
| Poseck                              | seit 1328                                              | Uradelsgeschlecht des Orlagaues und des thüringischen Vogtlands |                                                          |
| Poser und Groß-Naedlitz             | seit 1275                                              | schlesischer Uradel. |                                                          |
| Posern                              | seit 1283                                              | obersächsisch-meißnerisches Uradelsgeschlecht |                                                          |
| Possanner von Ehrenthal             | seit 1667                                              | aus der Südsteiermark stammendes, österreichisches Adelsgeschlecht |                                                          |
| Post                                | seit 1220                                              | westfälisch-niedersächsisches Uradelsgeschlecht |                                                          |
| Pottenbrunner                       | Mitte 13. Jh. bis 1521                                 | erloschenes niederösterreichisches Adelsgeschlecht |                                                          |
| Pourtalès                           | 1500                                                   | Hugenottenfamilie adeliger Herkunft; 1750 preußischer Adel; 1814 preußische Grafenstandsbestätigung |                                                          |
| Prądzyński                          | seit 16. Jh.                                           | verschiedene ursprünglich pommerellische und kaschubische, später preußische Adelsgeschlechter |                                                          |
| Pranckh                             | seit 18. Jahrhundert                                   | österreichisches Uradelsgeschlecht, welches unter anderem einen kgl. bayr. Kriegsminister und Generale stellte |                                                          |
| Praschma                            | seit 1253                                              | katholisch-mährisches Uradelsgeschlecht; nennt sich Praschma seit 1414; 1625 Freiherrenstand; 1655 böhmischer Grafenstand |                                                          |
| Praun                               | seit 1383                                              | Patrizierfamilie der Freien Reichsstadt Nürnberg; 1474 kaiserlicher Wappenbrief; 1545 englischer Adelsstand |                                                          |
| Praunheim                           | seit 12. Jh.                                           | hessisches Ritter- und Ministerialengeschlecht |                                                          |
| Prebendow (polnisch: Przebendowski) | seit 1558                                              | lauenburgisch-pommerellisches Adelsgeschlecht; 1711 Reichsgrafenstand, 1783 Legitimation bei der galizischen Landtafel als Ritter von Przebendowo, 1789 galizischer Grafenstand mit der Anrede Hoch- und Wohlgeboren |                                                          |
| Preen                               | seit 1237                                              | Mecklenburgischer Uradel; 1812 nassauische Freiherren. -- Ein weiteres Geschlecht gleichen Namens und ähnlichen Wappens aus Baden gehört zum Briefadel. |                                                          |
| Přemysliden                         | Ende 9. Jahrhundert bis 1306                           | böhmisches Herrschergeschlecht |                                                          |
| Prenberg (Brennberg)                | ?                                                      | bayerisches Adelsgeschlecht des Nordgaus |                                                          |
| Prenger                             | bis 18. Jh.                                            | erloschenes ostfriesisch-niedersächsisches Adelsgeschlecht |                                                          |
| Pressentin                          | seit 1275                                              | mecklenburgisches Uradelsgeschlecht; 1833 Wappen und Namensvereinigung mit den v. Rautter; 1890 Berechtigung zur patrilinear erblichen Führung des Namens und Wappens v. Podewils, gebunden an den Besitz des ehemals Podewilsschen Fideikommiß Penken; 1913 Grafenstand, ebenfalls im Rechte der Erstgeburt mit dem Namen Graf v. Rautter-Willkamm |                                                          |
| Pretlack                            | bis 1843                                               | ursprünglich ostpreußisches, später hessisches Adelsgeschlecht |                                                          |
| Preu                                | seit 1538                                              | fränkisches Adelsgeschlecht aus Weißenburg in Bayern |                                                          |
| Preuschen                           | ab 1782                                                | hessisches Adelsgeschlecht; 1782 Reichsadelsstand mit Wappenbestätigung; 1864 Freiherrentitel |                                                          |
| Preuß                               | seit 1206                                              | kursächsisches Uradelsgeschlecht |                                                          |
| Preuß                               | 1550–1833                                              | pommersches Adelsgeschlecht |                                                          |
| Preysing                            | seit 1100                                              | bayerisches Uradelsgeschlecht; 1607 bayerischer und Reichsfreiherrenstand; 1664 Reichsgrafenstand; verschiedene Standesmehrungen (Freiherren, Grafen) für unterschiedliche Linien. |                                                          |
| Priegnitz                           | bis 1757                                               | brandenburgisch-mecklenburgisches Uradelsgeschlecht |                                                          |
| Printzen                            | ab 1554                                                | westfälisch-preußisches Briefadelsgeschlecht; 1554 Adelsstand |                                                          |
| Prinz (von Buchau)                  | ab 1577                                                | schlesisches Briefadelsgeschlecht; 1577 Adelsstand; 1644 Reichsfreiherrenstand |                                                          |
| Prittwitz und Gaffron               | seit 1283                                              | schlesisches Uradelsgeschlecht; nennt sich seit 1861/62 Prittwitz und Gaffron |                                                          |
| Pritzbuer                           | seit 1262                                              | mecklenburgisches Uradelsgeschlecht |                                                          |
| Pritzelwitz                         | 1309                                                   | schlesisches Uradelsgeschlecht böhmischen Ursprungs |                                                          |
| (Gemen genannt) Pröbsting           | ab 1345                                                | westfälisches, später auch im Baltikum ansässiges Adelsgeschlecht; Linie der Edelherren von Gemen; 1679 schwedischer Adelsstand; 1752 Immatrikulation in Estländische Ritterschaft |                                                          |
| Proeck                              | seit 1321                                              | preußisches, ursprünglich schweizerisches Adelsgeschlecht, sowie zwei briefadelige Linien von 1798 und 1805 |                                                          |
| Proff                               | seit 1420                                              | aus dem Herzogtum Jülich stammendes Geschlecht; 1746 Reichsritterstand; 1790 Reichsfreiherrenstand |                                                          |
| Prollius                            | seit 1795                                              | aus Hessen stammendes, mecklenburgisches Adelsgeschlecht |                                                          |
| Promnitz                            | seit 1270                                              | sächsischer Uradel, später in Schlesien und der Niederlausitz begüterte Adelsfamilie; 1559 Reichsfreiherrenstand; 1652 böhmischer Grafenstand; 1753 Namenserweiterung Promnitz von Promnitzau |                                                          |
| Proyse                              | 1242–Mitte 15. Jh.                                     | Eichsfelder, Thüringer und hessisches Adelsgeschlecht |                                                          |
| Prückner (zu Krötenbruck)           | seit 1623                                              | Hofer Patrizierfamilie; 1623 Adelsstand |                                                          |
| Prume                               | bis Anfang 17. Jh.                                     | Dortmunder Patrizier- und Stadtadelsgeschlecht |                                                          |
| Prunn                               | 11. bis 15. Jh.                                        | edelfreies, altbayerisches Adelsgeschlecht, das sich nach seinen Hauptsitzen in Prunn, Laaber und Breitenegg nannte |                                                          |
| Prusinowitz                         | 1280 bis 19. Jahrhundert                               | erloschenes, mährisches Adelsgeschlecht |                                                          |
| Pruskauer von Freyenfels            | 1663–1819                                              | erloschenes mährisch-österreichisches Adelsgeschlecht; 1663 erblicher Adelsstand |                                                          |
| Pryns                               | bis ca. 1500                                           | erloschenes westfälisches Uradelsgeschlecht |                                                          |
| Pucher von Meggenhausen             | ab 1443                                                | österreichisches Adelsgeschlecht, das seinen Ursprung im Kanton Graubünden (Schweiz) hatte; 1603 österreichischer, rittermäßiger Adelsstand mit Wappenbesserung; 1635 Ritterstand; 1652 österreichischer Freiherrenstand |                                                          |
| Puchheim                            | ?                                                      | erloschenes, österreichisches Adelsgeschlecht, welches zum Uradel sowie den sogenannten Apostelgeschlechtern zählte |                                                          |
| Pückler                             | seit 1306                                              | schlesisches Uradelsgeschlecht; 1655 Reichsfreiherrenstand; 1690 Reichsgrafenstand; 1822 preußischer Fürstenstand |                                                          |
| Pühel                               | ?                                                      | oberfränkisches Adelsgeschlecht |                                                          |
| Püssensheim                         | ab 1. Hälfte 12. Jh.                                   | fränkisches Adelsgeschlecht | –                                                        |
| Putbus                              | seit 1286                                              | rügensches Uradelsgeschlecht; 1672 dänischer Freiherrenstand; 1723 Reichsgrafenstand; 1807 schwedischer Fürstenstand |                                                          |
| Pütrich                             | seit 1347                                              | Münchner Patriziergeschlechtern, von der ein Zweig im Jahr 1347 als Pütrich von Reichertshausen in den Adelsstand erhoben wurde |                                                          |
| Puttkamer                           | seit 1257                                              | Adelsgeschlecht aus Hinterpommern; 1620 Reichsfreiherrenstand; 1737 bzw. 1773 preußischer Freiherrenstand |                                                          |
| Putz von Adlersthurn                | seit 1631                                              | bömisch-schlesisch-österreichisches Briefadelsgeschlecht; 1631 Adelsstand; 1658 Adelsbestätigung und Wappenbesserung; 1680 Freiherrenstand |                                                          |
| Putz von Breitenbach                | seit 1719                                              | deutsch-böhmisches Briefadelsgeschlecht; 1719 Ritterstand; 1767 Freiherrenstand |                                                          |
| Putz von Rolsberg                   | seit frühes 15. Jh.                                    | aus dem Rheinland stammendes, österreichisches Adelsgeschlecht |                                                          |
| Pych                                | seit 1526                                              | kaschubisches Adelsgeschlecht aus Hinterpommern |                                                          |
| Pykenbrock                          | 1175 bis 16. Jh.                                       | erloschenes westfälisches Adelsgeschlecht |                                                          |
| Pyl                                 | bis 1528                                               | erloschenes emsländisches Adelsgeschlecht |                                                          |
| Pyrmont                             | 12. bis Anfang des 16. Jahrhunderts                    | westdeutsches, aus Luxemburg stammendes Adelsgeschlecht; 1495 Reichsfreiherrenstand |                                                          |